# 松男 (呼出)
松男（まつお、1976年（昭和51年）4月3日 - ）は、大相撲の十両呼出である。本名は美根 禎弘（みね よしひろ）。埼玉県さいたま市見沼区出身。松ヶ根部屋→二所ノ関部屋→放駒部屋所属。血液型はB型。

## 履歴
- 1992年9月場所 - 初土俵。
- 1994年7月場所 - 呼出の番付制導入により、序ノ口呼出となる。
- 1995年1月場所 - 序二段呼出に昇進。
- 1996年1月場所 - 三段目呼出に昇進。
- 2002年1月場所 - 幕下呼出に昇進。
- 2004年1月場所 - 十両呼出に昇進。